# Vrsi
Vrsi (Italiaans: Verchè) is een gemeente in de Kroatische provincie Zadar.
Vrsi telt 2443 inwoners.
Vrsi werd in de dertiende eeuw gesticht. De eerste schriftelijke verwijzingen naar de gemeente stammen uit de jaren 1387 en 1488.
Steden (gradovi): Zadar · Benkovac · Biograd na Moru · Nin · Obrovac · Pag

Gemeenten (općine): Bibinje · Galovac · Gračac · Jasenice · Kali · Kolan · Kukljica · Lišane Ostrovičke · Novigrad · Pakoštane · Pašman · Polača · Poličnik · Posedarje · Povljana · Preko · Privlaka · Ražanac · Sali · Stankovci · Starigrad · Sukošan · Sveti Filip i Jakov · Škabrnja · Tkon · Vir · Vrsi · Zemunik Donji